# Annoix
Annoix település Franciaországban, Cher megyében. Lakosainak száma 251 fő (2022. január 1.). Annoix Crosses, Saint-Denis-de-Palin, Saint-Just és Vornay községekkel határos.

## Népesség
A település népessége az elmúlt években az alábbi módon változott:
| Lakosok száma | 189  | 286  | 282  | 231  | 235  | 234  | 233  | 237  | 240  | 251  |
|               | 1968 | 1982 | 1990 | 2006 | 2013 | 2015 | 2017 | 2019 | 2020 | 2022 |